# Tallaboa Poniente
Tallaboa Poniente es un barrio ubicado en el municipio de Peñuelas en el estado libre asociado de Puerto Rico. En el Censo de 2010 tenía una población de 696 habitantes y una densidad poblacional de 24,16 personas por km².

## Geografía
Tallaboa Poniente se encuentra ubicado en las coordenadas 17°58′27″N 66°44′50″O / 17.97417, -66.74722. Según la Oficina del Censo de los Estados Unidos, Tallaboa Poniente tiene una superficie total de 28.8 km², de la cual 10.49 km² corresponden a tierra firme y (63.57%) 18.31 km² es agua.

## Demografía
Según el censo de 2010, había 696 personas residiendo en Tallaboa Poniente. La densidad de población era de 24,16 hab./km². De los 696 habitantes, Tallaboa Poniente estaba compuesto por el 85.63% blancos, el 5.46% eran afroamericanos, el 0.29% eran amerindios, el 0.43% eran asiáticos, el 6.03% eran de otras razas y el 2.16% pertenecían a dos o más razas. Del total de la población el 99.43% eran hispanos o latinos de cualquier raza.